# 좌대신
좌대신(일본어: 左大臣 사다이진[*])은 일본 태정관의 관직의 하나이다. 당명(唐名, 중국 풍의 별칭)은 좌부(左府 사후[*]), 좌승상(左丞相 사조쇼[*]), 좌상국(左相国 사쇼고쿠[*]), 좌복야(左僕射), 태부(太傅 타이호[*]). 훈독은 히다리노오이모우치기미(ひだりのおおいもうちぎみ)·히다리노오토도(ひだりのおとど). 위계는 정·종이위(正・従二位).
689년에 아스카기요미하라 령으로 태정관 체계가 성립되면서 처음 등장하였고 그 지위는 702년의 다이호 율령으로 확립되었다. 초기의 태정관은 태정대신과 좌대신, 우대신의 세 명의 장관으로 구성되었다. 좌대신은 부관인 우대신과 함께 정부의 모든 기능들을 감독하였다.
태정관에서 좌대신은 태정대신에 뒤이은 권력과 영향력을 가졌다. 이치노카미(一上)라는 별칭으로 불리며, 태정관의 직무를 통솔하는 의정관(議政官)의 수장으로서 조정의 회의를 주최하였다. 태정대신은 구체적인 직무가 없고, 공로자를 대우하는 명예직에 가까운데다 상설직이 아니었기 때문에, 좌대신이 태정관에서 사실상의 최고위직이었다. 셋칸 정치(摂関政治) 전성기의 후지와라 미치나가(藤原道長)와 후지와라 요리미치(藤原頼通)는 장기간 좌대신의 지위에 있으며 권세를 누렸고, 태정대신에 취임한 기간은 아주 짧다. 그 외에도 종종 후지와라씨 일족이 가문의 권력과 영향력을 정당화 및 행사하기 위해 좌대신에 오르기도 했다.
10세기와 11세기에 거쳐 후지와라 씨의 권력이 강화되면서 좌대신의 지위는 태정관과 더불어 점차 힘을 잃어갔다. 태정관 체계는 12세기 말에 미나모토노 요리토모가 가마쿠라 막부를 세워 귀족들로부터 국가의 통치권을 빼앗으면서 완전히 힘을 잃었다. 그러나 태정관 체계는 메이지 시대에 공식적으로 폐지되기 전까지 명맥을 유지하였다.

## 같이 보기
- 일본 궁내청
- 섭관